# ريتشارد بورجي
ريتشارد بورجي (بالإنجليزية: Richard Burgi) مواليد 30 يوليو 1958 في نيو جيرسي، الولايات المتحدة، هو ممثل أمريكي بدأ مسيرته الفنية عام 1986.

## الأعمال
- النزل 2
- نزل
- يوم الجمعة الثالث عشر
- الجحيم الأخضر
- أيام حياتنا
- ساينفيلد
- المقاطعة
- 24
- القاضية إيمي
- سي اس آي: التحقيق في موقع الجريمة

## وصلات خارجية
- ريتشارد بورجي على موقع IMDb (الإنجليزية)
- ريتشارد بورجي على موقع روتن توميتوز (الإنجليزية)
- ريتشارد بورجي على موقع ألو سيني (الفرنسية)
- ريتشارد بورجي على موقع أول موفي (الإنجليزية)
- ريتشارد بورجي على موقع قاعدة بيانات الأفلام السويدية (السويدية)
- ريتشارد بورجي على موقع إن إن دي بي (الإنجليزية)
- ريتشارد بورجي على موقع قاعدة بيانات الفيلم (الإنجليزية)
- ريتشارد بورجي على موقع كينوبويسك (الروسية)